# Shar-Kali-Sharri
Shar-Kali-Sharri (de naam betekent 'koning der koningen') was een koning van het Akkadische rijk. Hij was de zoon van Naram-Sin. Hij regeerde gedurende 25 jaar (rond 2200 v.Chr.). Interne strubbelingen en invallen door barbaren van buiten zijn rijk leidden tot grote territoriale verliezen. Op zijn dood volgde een periode van chaos. De lijst van koningen toont vier koningen die regeerden tijdens de volgende drie jaar: Igigi, Imi, Nanum, Ilulu. Na deze periode van chaos besteeg koning Dudu de troon. 

## De Vloek over Akkad
Zijn vader had zich vergoddelijkt en noemde zichzelf "god van Akkad". Hij liet zich afbeelden met een gehoornde kroon, het symbool van een god. In een dichtwerk van latere datum, de "Vloek over Akkad" wordt verhaald dat zijn vader Naramsin zich zelfs aan heiligschennis ten aanzien van de oppergod Enlil bezondigd zou hebben door zijn tempel in Nippur te verwoesten. Archeologische vondsten aldaar laten zien dat deze beschuldiging achteraf ongegrond was. Naramsin heeft er wel degelijk bouwwerken opgetrokken. Maar de "Vloek over Akkad" stelt dat de godin van de stad Akkad, Ištar, het geheel eens was met Enlils wrok en daarom de Guti ertoe bracht het land te komen verwoesten en plunderen. Onder Shar-Kali-Sharri gebeurde dat inderdaad en spoedig was hij niet veel meer dan de stadsvorst van Akkad met weinig macht over de rest van het land. Het verhaal laat twee dingen duidelijk worden: de Guti werden achteraf als een plaag gezien en politieke/militaire tegenslag werd als goddelijke straf gezien. Deze duiding is ook in de Hebreeuwse Bijbel niet ongebruikelijk, bijvoorbeeld ten aanzien van de Babylonische ballingschap van zo'n 1600 jaar later.